# Polymastia harmelini
Polymastia harmelini är en svampdjursart som beskrevs av Boury-Esnault och Bézac 2007. Polymastia harmelini ingår i släktet Polymastia och familjen Polymastiidae. Inga underarter finns listade i Catalogue of Life.